# Bază Schiff

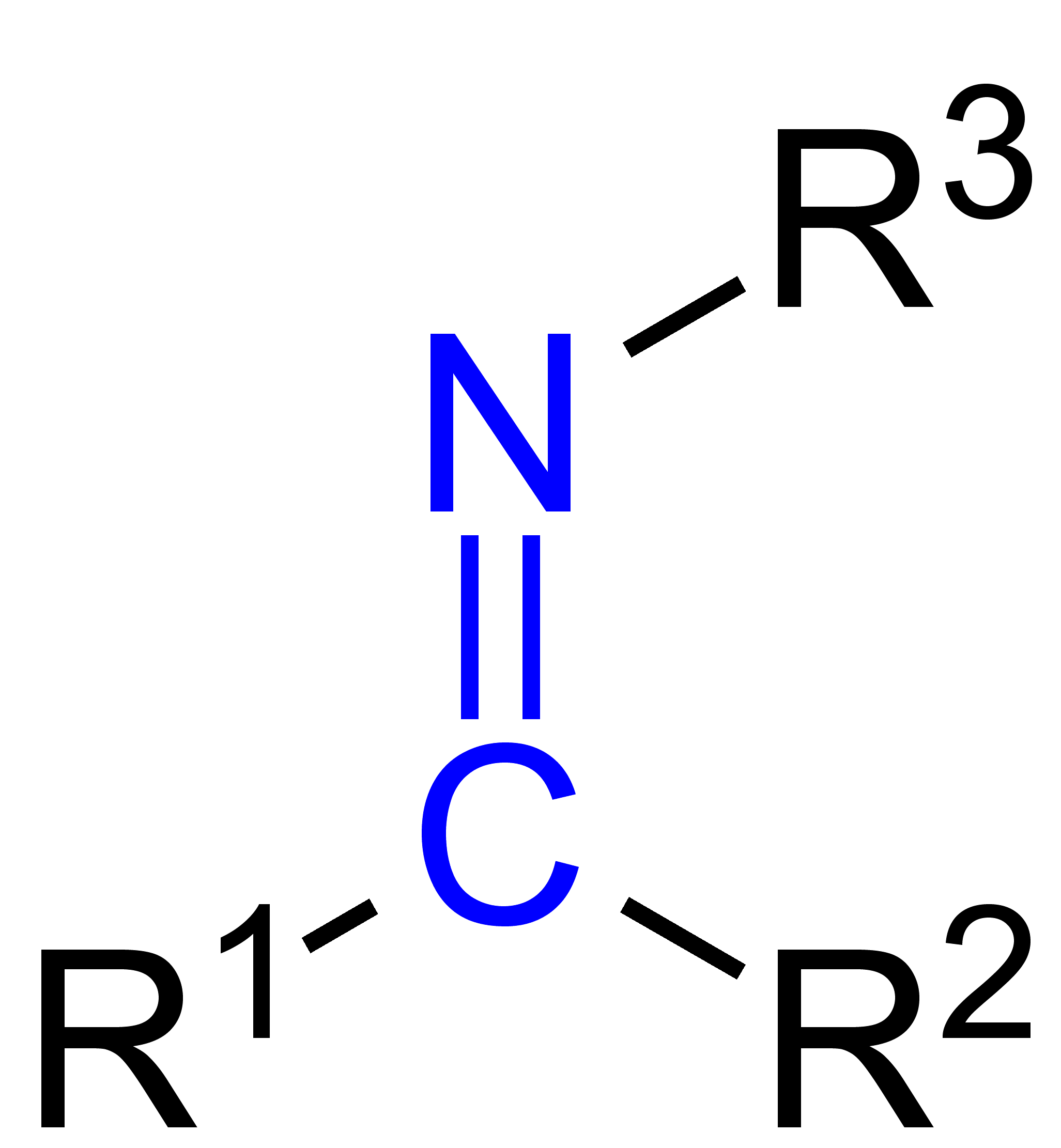
Structura generală a unei imine. Bazele Schiff sunt acele imine în care R^{3} nu este atom de hidrogen, ci grupă alchil sau aril. R^{1} și R^{2} pot fi atomi de hidrogen.

O bază Schiff este un compus organic cu formula structurală generală R2C=NR' (R' ≠ H). De aceea, bazele Schiff pot fi considerate ca fiind o subclasă de imine, putând fi cetimine sau aldimine, depinzând de structura lor. Termenul este de obicei (conform IUPAC) sinonim cu termenul de azometină, care face referire directă la aldiminele secundare (adică R-CH=NR', unde R' ≠ H).

## Obținere
Bazele Schiff se pot obține pe aceeași cale ca iminele, în urma unei reacții de substituție nucleofilă ce are loc între o amină alifatică sau aromatică și un compus carbonilic (de tipul aldehidă sau cetonă). Mecanismul reacției este de substituție prin adiție nucleofilă urmată de eliminare de apă (reacție de deshidratare), iar adiția se face prin intermediul unui hemiaminal.